# 2004年夏季残疾人奥林匹克运动会印度代表团
2004年夏季残疾人奥林匹克运动会印度代表团是印度派出的2004年夏季残疾人奥林匹克运动会代表团。获得1枚金牌和1枚铜牌。